# Terry Balsamo

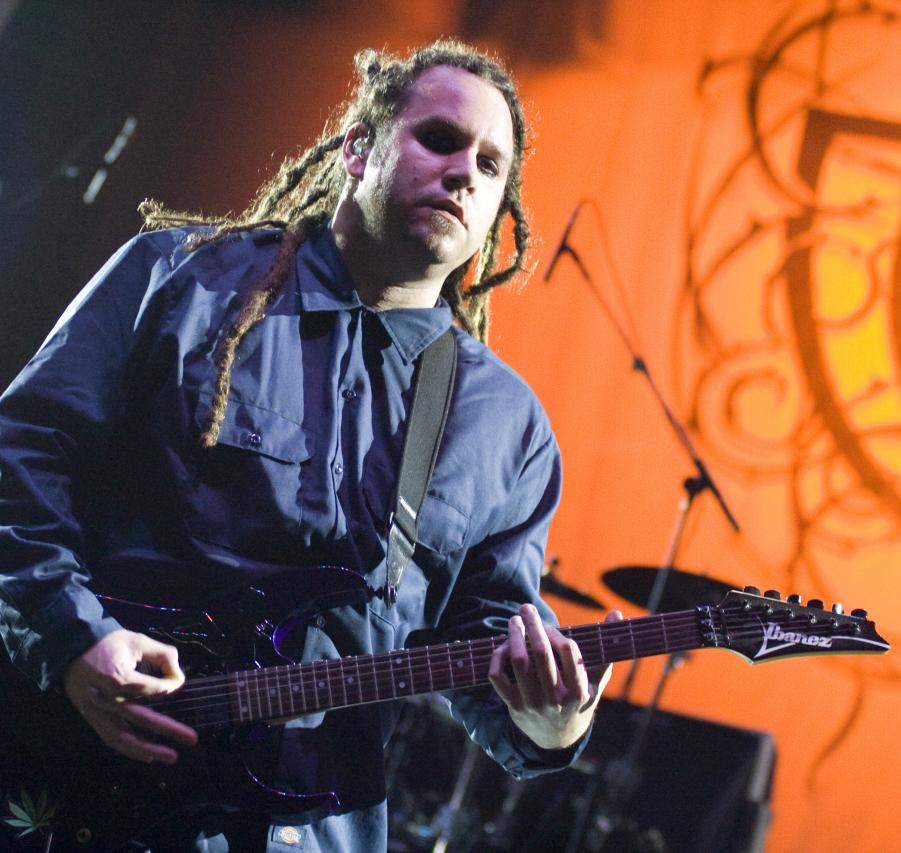
Terry Balsamo (2009)

Terry Balsamo tên đầy đủ là Terry Patrick David Balsamo, anh sinh ngày 9 tháng 10 năm 1973 tại Tampa, Florida và là một nghệ sĩ chơi guitar người Mỹ. Terry từng là thành viên của nhóm nhạc Cold. Hiện nay, anh là guitar chính của Evanescence - một ban nhạc từng đoạt giải Grammy.

## Tiểu sử
Khi tay guitar Ben Moody của Evanescence rời nhóm trong quá trình đi lưu diễn tại châu Âu, Terry được thế chân Moody trên sân khấu. Sau đó, anh đã rời ban nhạc Cold để ký hợp đồng với Evanescence. Anh cũng đã trở thành nhạc sĩ với Amy Lee - trưởng nhóm ban nhạc Evanescence.
Terry đã xuất hiện trong album của Evanescence - Anywhere but Home (2004) và trong album The Open Door (2006). Anh trở thành người cộng tác chính của Amy Lee cho Evanescence và là người đồng sáng tác hầu hết các bài hát trong album của nhóm này, bao gồm cả đĩa đơn "Call Me When You're Sober" và "Sweet Sacrifice".

## Các dự án với ban nhạc
- Limp Bizkit - Guitar (1995 - 1996)
- Shaft - Guitar (1996 - 1999)
- Cold - Guitar (1999 - 2003)
- Evanescence - Guitar (2003 - hiện nay)